# 료쓰시
료쓰시(일본어: 両津市)는 니가타현에 있었던 시이다.
도시는 1954년 11월 3일에 성립되었다. 2004년 3월 1일에 료쓰시는 사도가섬의 나머지 자치체들인 사도군 아이카와정, 가나이정, 사와타정, 하타노정, 마노정, 하모치정, 오기정, 니보촌, 아카도마리촌)과 합병해 사도시를 형성하였다. 헤이세이 대합병 이전에 존재했던 현하 20개 시중 최소의 인구이면서 사도가시마( つ島) 단 하나의 시로, 섬내 최대의 인구를 보유했다.2004년 3월 1일에 합병해 사도시의 일부가 되었다, 덧붙여 만화 여기는 잘나가는 파출소의 주인공인 료즈 칸키치가 료즈시가 유래한 것으로 알려져 있다.

## 지리
시역은 섬의 북동부 해안을 따라 길쭉하게 S자를 그렸다. 북서부는 대령도 산지, 중앙부는 국중 평야, 남동부는 소좌도 구릉의 각각 동쪽 끝에 있었다.
대사도 산지는 사도 야히코 요네야마 국정 공원의 일부였다. 서해안은 바위가 많고 지형 변화가 많았다.이어진 산 중 다다라봉은 동댕산이라고도 불리는 완만한 고원이다.
평야 해안 가까이에 가모호가 있다.원래는 담수호였으나 1903년(메이지 36년) 바다에 연결시켜 기수호라 하였다. 시가지는 가모호와 료쓰만 사이에 있는 좁은 모래톱 위에 있었다.

## 교통
- 국도 : 국도 제350호선
- 지방도 : 니가타현도 제45호선
- 공항 : 사도 공항
- 항만 : 료쓰항

## 자매 도시
- 일본 사이타마현 이루마시

## 같이 보기
- 사도시